# Селья-фьорд
Селья-фьорд (исл. Seljafjörður) — небольшой фьорд на западе Исландии в регионе Вестюрланд.

## Этимология и история
Название фьорда — Seljafjörður, происходит от исл. sel — хижина или лачуга на летнем пастбище, и буквально означает «фьорд хижин» или «лачужный фьорд»).
Селья-фьорд и его окрестности впервые упоминается в древней исландской саге — «Саге о людях с мыса Тора, людях из Песчаного Берега и людях с Лебяжьего фьорда», события которой происходят в 979—1008 годах:

...Там он [Транд] ступил на лед и пересек один за другим все фьорды, начиная с Углекопного и Лачужного Фьордов и кончая Окраинным Фьордом, и продолжал идти на запад по льду, пока не дошел до самого основания Лощинного Фьорда и вечером не прибыл в Междуречье.— Сага о Людях с Песчаного Берега // Исландские саги / Пер. с древнеисл. А.В. Циммерлинга. — Москва, 2004. — Т. II. — С. 118.
В «Книге о заселении исландской земли», составленной около 1300 года, говорится о том, что полуостров Берсерксейрр лежит южнее Селья-фьорда, а в древнем акте купли-продажи от 1360 года, хранящемся в Исландском археологическом музее, Селья-фьорд упоминается к контексте покупки неким Снорри участка земли на прилегающей к фьорду долине Берсерксейрардалюр.

## Физико-географическая характеристика
Селья-фьорд расположен в западной части Исландии в регионе Вестюрланд на западе полуострова Снайфедльснес, в 15 км от города Стиккисхоульмюр. Является частью фьордового комплекса Брейда-фьорд. Входит в небольшой комплексный залив, состоящий из четыре фьордов: Уртхвала-фьорда, непосредственно примыкающего к Брейда-фьорду, Кольграва-фьорда и Селья-фьорда, начинающихся от Уртхвала-фьорда, и маленького Хрёйнс-фьорда, начинающегося от Селья-фьорда.
Фьорд очень мелководный и небольшой, его максимальная длина всего 3 километра, а ширина в самом широком месте — 1 км. Устье фьорда слева обозначено мысом Сельяодди (исл. Seljaoddi) и небольшим полуостровом Берсерксейри (исл. Berserkseyri), отделяющими Селья-фьорд от Уртхвала-фьорда. С другого конца фьорд ограничен скалой Арднарстейнн (исл. Arnarsteinn) и соединяется узким и коротким проливом Мьоусюнд (исл. Mjósund) с Хрёйнс-фьордом.
Гора Бьяднархабнарфьядль (исл. Bjarnarhafnarfjall; до 575 м), Сельяфедль (исл. Seljafell; 229 м) и лавовое поле Берсеркьяхрёйн (исл. Berserkjahraun) ограничивают фьорд с востока, а на западе к берегам фьорда подступает гора Гьявамули (исл. Gjafamúli) и долина Берсерксейрардалюр (исл. Berserkseyrardalur).